# Cristina Bautista Taquinas
Cristina Bautista Taquinas (1977-2019) fue una activista colombiana, líder comunitaria del pueblo Nasa de Colombia y trabajadora social. Dedicó su vida a defender las tierras de los pueblos indígenas y a luchar por los derechos de las mujeres indígenas.

## Primeros años de vida
Cristina Bautista Taquinas nació en 1977 en la vereda La Capilla en Corinto, un pequeño pueblo del departamento del Cauca en Colombia . Era la mayor de cinco hermanos, y su infancia consistió en cuidar a sus hermanos menores desde que tenía seis años. Mientras sus padres trabajaban para sustentar económicamente a su familia, cuando era niña llevaba a sus hermanos a la guardería antes de ir a la escuela, cocinaba y lavaba la ropa para su familia.
A los doce años, abandonó su hogar para apoyar económicamente a su familia y trabajó en varias casas y fincas, cocinando para los trabajadores de la finca y lavando su ropa.
A los trece años, fue a trabajar a la gran ciudad más cercana a su ciudad natal, Cali. La mujer para la que trabajaba en Cali la animó a asistir a la escuela secundaria allí. Ella nunca terminó su educación primaria ya que comenzó a trabajar a una edad temprana, pero sin embargo fue aceptada en una escuela secundaria en Cali debido a su buen desempeño en un examen de ingreso, y finalmente se graduó de la escuela secundaria en Cali.

## Educación
Permaneció en Cali y asistió a la Universidad del Valle, estudiando primero terapia ocupacional. Alquiló una pequeña habitación y pagó sus estudios universitarios trabajando como vendedora en uno de los estadios de fútbol de Cali. Ella vendía jugo hecho con naranjas que su familia le enviaba desde el resguardo donde vivían en Tacueyó, municipio de Toribío, también vendía "cholado", un postre tradicional de Cali.
Ella era una buena estudiante, pero atravesó algunas dificultades financieras cuando tuvo un conflicto con otro vendedor, lo que resultó en que ella perdiera su puesto de vendedora y sus ingresos. Debido a esto, sus calificaciones se vieron afectadas y su familia la alentó a abandonar la universidad y regresar a casa. Pero ella nunca se dio por vencida y, a pesar de las dificultades económicas, continuó sus estudios.
Después de algunos semestres, cambió su enfoque de estudio al trabajo social. Tan pronto como comenzó en este nuevo campo, le encantó cada aspecto del mismo. Le gustaba estudiar el trabajo comunitario, la lucha contra la violencia hacia las mujeres, los niños y las niñas, por la justicia social, los derechos humanos y la igualdad. Le apasionaban estos temas porque se relacionaban con las luchas de su propia comunidad Nasa contra la marginalización, y contra la violencia hacia las mujeres y los pueblos indígenas, en el marco el conflicto armado colombiano que azotaba su tierra, pues ahí había presencia de grupos guerrilleros como las FARC, que a menudo secuestraban y asesinaban a personas de su comunidad.
En 2017 fue becada en el Programa de Formación en Derechos Humanos de los Pueblos Indígenas de América Latina.
En 2018 se graduó como Licenciada en Trabajo Social de la Escuela de Trabajo Social y Desarrollo Humano de la Universidad del Valle.

## Activismo
Después de su graduación en 2018, regresó a su hogar en el resguardo Nasa de Tacueyo en Toribío, Cauca, y quiso aplicar sus estudios de trabajo social en su comunidad.
Su activismo se centró en la violencia contra las mujeres, no solo en su resguardo indígena sino en su ciudad y departamento en general, y unió a sus pares, amigos y a cualquier mujer indígena que quisiera participar para compartir sus experiencias.
Ella soñaba con que las mujeres ocuparan puestos de liderazgo en la comunidad nasa y quería luchar por los derechos y la igualdad de las mujeres. Ella quería que Toribío no sólo fuera el inicio del movimiento de mujeres en el Cauca, sino en Colombia en su conjunto y más allá.

### Hilando Pensamiento
Comenzó su propio movimiento, “Hilando Pensamiento”, con el fin de emancipar y alentar a las mujeres indígenas. Su movimiento se centró en emancipar a las mujeres para que soñaran, y su mensaje era que las mujeres indígenas tenían derecho a desarrollarse, crecer y estar a cargo de tomar decisiones importantes. Ella creía en la igualdad salarial para valorar verdaderamente el trabajo de la mujer, que según ella trabajaba turnos dobles, uno durante el día y otro en casa cuidando a la familia.
Las mujeres involucradas en el grupo “Hilando Pensamiento” fueron maltratadas en la comunidad, particularmente por los líderes masculinos tradicionales que las tacharon de subversivas y les desagradaba que las mujeres conformaran un grupo, cuestionando las normas y costumbres sociales que siempre habían estado vigentes. Aunque el grupo inició desorganizado, sin lugares de reunión establecidos, recorrieron el Valle del Cauca contándoles a todas las mujeres su capacidad de autonomía y crecimiento. Aunque los hombres e incluso algunas mujeres rechazaron sus ideas, con su mente abierta y gran visión, Cristina siempre creyó en la causa de emancipar a las mujeres, así como para educar a las nuevas generaciones con visión de futuro.
El Movimiento Hilando Pensamiento fue acreditado por el Foro Permanente para las Cuestiones Indígenas de las Naciones Unidas en 2019.

### Liderazgo
Con su movimiento de emancipación de las mujeres, Cristina anhelaba formar parte de la Constituyente Nasa, la asamblea constituyente responsable de desarrollar la constitución del pueblo Nasa. Su objetivo era ganar su propio lugar en la asamblea para representar a las mujeres con su movimiento y ayudar a tomar decisiones en la comunidad. Fue rechazada muchas veces y humillada, pero continuó asistiendo a las reuniones de la asamblea hasta que obtuvo un asiento propio en la asamblea como editora.
Su posición en la Asamblea Constituyente Nasa la hizo muy notable en su comunidad, ya que la gente quería que se postulara para gobernadora. Tenía la intención de continuar sus estudios para obtener su maestría, pero finalmente aceptó un puesto como gobernadora Nasa.
Incansable defensora de los derechos del pueblo Nasa, Cristina habló alto y claro sobre la violencia dirigida contra su comunidad. En un discurso ante las Naciones Unidas, Cristina reclamó la protección de las vidas de las mujeres indígenas, y su participación en las diferentes esferas de la vida. En 2017, Cristina entró en el programa de Becas Indígenas de la Oficina de Derechos Humanos de la ONU y en 2019 recibió una subvención del Fondo de Contribuciones Voluntarias de la ONU para los Pueblos Indígenas.Su lucha fue principalmente junto a los mujeres de su comunidad, eso la llevo a fundar un movimiento de mujeres legalmente conformado.

## Muerte
Como pueblo soberano, los Nasa tienen su propia Guardia Indígena, formada por voluntarios que cuidan y defienden sus territorios. Siguiendo la tradición, van sin armas de fuego ya que llevan bastones de mando tradicionales.
En agosto de 2019, ante el asesinato de dos guardias Nasa, entre muchos otros que habían sido asesinados antes, Cristina se pronunció contra la violencia que ha asolado su comunidad durante años.
El 29 de octubre de 2019, algunos guardias Nasa estaban patrullando un área del resguardo Vereda La Luz, cuando fueron alertados de la presencia de un vehículo desconocido que transportaba a personas secuestradas. Los guardias bloquearon el vehículo en la carretera y pidieron refuerzos. Cuatro guardias más, Cristina y otra gobernadora Nasa respondieron a su pedido de ayuda y cuando llegaron, comenzaron a ayudar a liberar a las personas secuestradas que estaban atrapadas en el vehículo. Sin embargo, este incidente resultó ser un ataque de la guerrilla de las FARC, ya que los atacantes ocultos dispararon y lanzaron granadas sobre los ayudantes, matando a Cristina y a cuatro guardias, e hiriendo a cinco más.

## Legado
A pesar de la muerte de Cristina, su movimiento “Hilando Pensamientos” sigue activo, publicando en sus redes sociales y organizando eventos. Su comunidad todavía lucha por la paz en su tierra y la igualdad para todos y todas. Su muerte atrajo la atención internacional hacia la causa Nasa, y también recibió atención y ayuda del gobierno colombiano.
Un mural en honor a Cristina fue realizado en la Universidad del Valle, donde ella se graduó. 